# قائمة المواقع والمعالم المصنفة في ولاية تيزي وزو
هذه قائمة حصرية للمواقع الأثرية و المعالم التاريخية المصنفـــة حسب وزارة الثقافة والاتصال (الجزائر) لولاية تيزي وزو
| رقم    | اسم                                                                          | وصف | موقع | مدينة | قسم      | الإحداثيات | صورة        |
| ------ | ---------------------------------------------------------------------------- | --- | ---- | ----- | -------- | ---------- | ----------- |
| 15-001 | أطلال رومانية مدعوة حبس القصور تشمل على قسم من أملاك الدولة (رقم 243 عزازقة) |     |      |       | تيزي وزو |            | صورة        |
| 15-002 | الضريح الروماني تكسيبت إفلسن                                                 |     |      |       | تيزي وزو |            | صورة        |
| 15-003 | الأطلال الرومانية معابد و كنائس تقزيرت                                       |     |      |       | تيزي وزو |            | صورة        |
| 15-004 | محمية إيغيل إيمولا                                                           |     |      |       | تيزي وزو |            | Upload file |